# غيدقة أنيقة
غيدقة أنيقة (الاسم العلمي: Hydrophis elegans) (بالإنجليزية: Elegant or bar-bellied seasnake)‏ هي نوع من الزواحف تتبع جنس الغيدقة من فصيلة العرابيد.